# Кримски федерални округ
Кримски федерални округ је био један од девет федералних округа Русије. Налазио се на југозападу државе и основан је након уласка Крима у састав Русије у марту 2014. године, а средином 2016. године је припојен Јужном федералном округу.

## Федерални субјекти
| Кримски федерални округ | Кримски федерални округ | Кримски федерални округ    | Кримски федерални округ |
| #                       | Застава                 | Федерални субјект          | Административни центар  |
| ----------------------- | ----------------------- | -------------------------- | ----------------------- |
| 1                       | Република Крим          | Република Крим1            | Симферопољ              |
| 2                       | Севастопољ              | Федерални град Севастопољ1 | Севастопољ              |

- 1 Припајање Крима Русији нема широко међународно признање.